# Dala, Karlshamns kommun
Dala är en tidigare småort i Asarums socken i Karlshamns kommun i Blekinge län. 2015 hade folkmängden i området minskat och småorten upplöstes.